# 藪塚本町いこいの湯
藪塚本町いこいの湯（やぶづかほんまちいこいのゆ）は、群馬県太田市大原町にある老人福祉施設。
| 名称     | 藪塚本町いこいの湯                                                        |
| 所在地   | 太田市大原町641番地２                                                     |
| 休所日   | 日曜日、祝日（敬老の日は、開館） 年末年始（12月29日から翌年１月３日まで） |
| 電話番号 | 0277-78-0011                                                              |
| FAX      | 0277-78-0011                                                              |